# Чиста система типів
Чиста система типів (система узагальнених типів) - форма типізованого лямбда-числення, яка припускає довільну кількість сортів змінних і залежностей між ними. Розробили незалежно Стефан Берарді (1988) і Ян Терлов (1989).
Чисту систему типів можна розглядати як узагальнення лямбда-куба, маючи на увазі, що кожній з його вершин відповідає примірник чистої системи типів з двома сортами змінних (подібний погляд висловлював автор ідеї лямбда-куба Генк Барендрегт).